# SUNSHINE SURFIN' SOUNDS
『SUNSHINE SURFIN' SOUNDS』（サンシャイン・サーフィン・サウンド）は、1978年に発売されたコンピレーション・アルバム。2006年、CDにて再発。

## 解説
サーフィン・ミュージック､ホットロッド・サウンドを中心としたコンピレーション･アルバム。監修：宮下静雄、ライナーノーツ：山下達郎、宮下静雄。

## 収録曲

### DISC 1

#### SIDE A
1. Surfin' U.S.A.（サーフィン・U.S.A.） - The Hot Doggers（ザ・ホット・ドッガーズ）
2. Surf City（サーフ・シティ） - The Rip Chords（ザ・リップ・コーズ）
3. Surfer's Stomp（サーファーズ・ストンプ） - The Hot Doggers（ザ・ホット・ドッガーズ）
4. Misirlou（ミザルー） - The Hot Doggers（ザ・ホット・ドッガーズ）
5. Surfin' Craze（サーフィン・クレイズ） - The Rip Chords（ザ・リップ・コーズ）
6. Summer Means Fun（青春の渚） - Bruce & Terry（ブルース&テリー）

#### SIDE B
1. Help Me Rhonda（ヘルプ・ミー・ロンダ） - Johnny Rivers（ジョニー・リバース）
2. Surfin'（サーフィン） - The Hot Doggers（ザ・ホット・ドッガーズ）
3. Three Window Coupe（クーペでデイト） - The Rip Chords（ザ・リップ・コーズ）
4. Jersey Channel Island - Part7（ジャージー海峡の島） - Bruce Johnston（ブルース・ジョンストン）
5. Hot Rod U.S.A.（ホット・ロッド・U.S.A.） - The Rip Chords（ザ・リップ・コーズ）
6. Hey Little Cobra（ヘイ・リトル・コブラ） - The Rip Chords（ザ・リップ・コーズ）

### DISC 2

#### SIDE C
1. Good Night And Good Morning（グッドナイト・アンド・グッドモーニング） - Cecilio & Kapono（セシリオ&カポノ）
2. We're All Alone（二人だけ） - Cecilio & Kapono（セシリオ&カポノ）
3. Disney Girls（ディズニーガール） - Bruce Johnston（ブルース・ジョンストン）
4. Like Summer Rain（夏の雨のように） - Jan & Dean（ジャン&ディーン）
5. Don't Run Away（ドント・ラン・アウェイ） - Bruce & Terry（ブルース&テリー）
6. The Night Music（ナイト・ミュージック） - Cecilio & Kapono（セシリオ&カポノ）

#### SIDE D
1. One Piece Topless Bathing Suit（トップレス水着のお嬢さん） - The Rip Chords（ザ・リップ・コーズ）
2. Surfin' 'Round The World（サーフィン世界を回る） - Bruce Johnston（ブルース・ジョンストン）
3. Custom Machine（カスタム・マシーン） - Bruce & Terry（ブルース&テリー）
4. The Hamptons（ハンプトンズ） - Bruce Johnston（ブルース・ジョンストン）
5. Surfin' Safari（サーフィン・サファリ） - The Hot Doggers（ザ・ホット・ドッガーズ）
6. Pipeline（パイプライン） - Flash Cadillac & The Continental Kids（フラッシュ・キャディラック&コンチネンタル・キッズ）

## 再発CD

### 解説
契約の都合上CD化に際し、オリジナル・アナログ盤からザ・リップ・コーズ「ホット・ロッド・U.S.A.」「トップレス水着のお嬢さん」、ジャン&ディーン「夏の雨のように」に代わって、ブルース・ジョンストン「マカハ・アット・ミッドナイト」、ブルース&テリー「ドント・ラン・アウェイ」「ロジャーズ・リーフ（パート2）」「風は激しく」を収録。一部邦題も、原題のカタカナ表記に改められている。

### 収録曲
1. Surfin' U.S.A.（サーフィン・U.S.A.） - The Hot Doggers（ザ・ホット・ドッガーズ）  –  (2'11")[1]
2. Surf City（サーフ・シティ） - The Rip Chords（ザ・リップ・コーズ）  –  (2'22")[1]
3. Surfer's Stomp（サーファーズ・ストンプ） - The Hot Doggers（ザ・ホット・ドッガーズ）  –  (1'53")[1]
4. Misirlou（ミザルー） - The Hot Doggers（ザ・ホット・ドッガーズ）  –  (2'16")[1]
5. Surfin' Craze（サーフィン・クレイズ） - The Rip Chords（ザ・リップ・コーズ）  –  (1'46")[1]
6. Summer Means Fun（サマー・ミーンズ・ファン） - Bruce & Terry（ブルース&テリー）  –  (2'18")[1]
7. Help Me Rhonda（ヘルプ・ミー・ロンダ） - Johnny Rivers（ジョニー・リバース）  –  (2'52")[1]
8. Surfin'（サーフィン） - The Hot Doggers（ザ・ホット・ドッガーズ）  –  (2'07")[1]
9. Three Window Coupe（スリー・ウインドウズ・クーペ） - The Rip Chords（ザ・リップ・コーズ）  –  (1'58")[1]
10. Jersey Channel Island - Part7（ジャージー・チャネル・アイランズ・パート7） - Bruce Johnston（ブルース・ジョンストン）  –  (2'13")[1]
11. Hey Little Cobra（ヘイ・リトル・コブラ） - The Rip Chords（ザ・リップ・コーズ）  –  (1'58")[1]
12. Makaha At Midnight（マカハ・アット・ミッドナイト） - Bruce Johnston（ブルース・ジョンストン）  –  (2'24")[1]
13. Good Night And Good Morning（グッドナイト・アンド・グッドモーニング） - Cecilio & Kapono（セシリオ&カポノ）  –  (2'48")[1]
14. We're All Alone（二人だけ） - Cecilio & Kapono（セシリオ&カポノ）  –  (3'27")[1]
15. Disney Girls（ディズニーガール） - Bruce Johnston（ブルース・ジョンストン）  –  (5'08")[1]
16. Don't Run Away（ドント・ラン・アウェイ） - Bruce & Terry（ブルース&テリー）  –  (2'46")[1]
17. Beach Girl（ビーチ・ガール） - The Rip Chords（ザ・リップ・コーズ）  –  (2'32")[1]
18. The Night Music（ナイト・ミュージック） - Cecilio & Kapono（セシリオ&カポノ）  –  (4'07")[1]
19. Surfin' 'Round The World（サーフィン・ラウンド・ザ・ワールド） - Bruce Johnston（ブルース・ジョンストン）  –  (2'01")[1]
20. Custom Machine（カスタム・マシーン） - Bruce & Terry（ブルース&テリー）  –  (1'36")[1]
21. The Hamptons（ハンプトンズ） - Bruce Johnston（ブルース・ジョンストン）  –  (2'16")[1]
22. Roger's Reef Part2（ロジャーズ・リーフ（パート2）） - Bruce & Terry（ブルース&テリー）  –  (2'56")[1]
23. Surfin' Safari（サーフィン・サファリ） - The Hot Doggers（ザ・ホット・ドッガーズ）  –  (2'05")[1]
24. Four Strong Winds（風は激しく） - Bruce & Terry（ブルース&テリー）  –  (2'13")[1]
25. Pipeline（パイプライン） - Flash Cadillac & The Continental Kids（フラッシュ・キャディラック&コンチネンタル・キッズ）  –  (2'56")[1]

### クレジット
- 監修：宮下静雄
- ライナーノーツ：山下達郎、宮下静雄、東ひさゆき